# Wolfsbach (Gemeinde Drosendorf-Zissersdorf)
Wolfsbach ist eine Ortschaft und eine Katastralgemeinde der Stadtgemeinde Drosendorf-Zissersdorf im Bezirk Horn im niederösterreichischen Waldviertel mit 87 Einwohnern (Stand 1. Jänner 2024).

## Geografie
Der südöstlich von Drosendorf gelegene Ort befindet sich unweit der Landesstraße L41 und ist durch die L1170 erreichbar. Das Dorf wurde um einen Anger angelegt und entwässert über einen Zubringer in den Thumeritzbach. Zur Ortschaft zählt auch die vom Thumeritzbach angetriebene Hirschbergmühle. Am 1. April 2020 umfasste die Ortschaft 58 Adressen.

## Geschichte
Die Bewohner waren Landbauern mit einer mittelmäßigen Bestiftung, die dem Ackerbau und der Viehzucht nachgingen, schilderte Schweickhardt. Deren Äcker waren teils mäßig und großteils schlecht, sodass nur Roggen und Hafer mit Erfolg gepflanzt wurde und sonst Erbsen, Linsen, Wicke und Klee gezogen wurde. Auch Erdäpfel wurden in Mengen gewonnen. Die Viehwirtschaft hingegen war bedeutungslos.
Im Jahr 1822 wurde der Ort als Dorf mit 37 Häusern genannt, das nach Drosendorf eingepfarrt war, wohin auch die Kinder eingeschult wurden. Die Herrschaft Drosendorf besaß die Ortsobrigkeit, übte die Landgerichtsbarkeit aus, besorgte die Konskription und hatte die Grundherrschaft inne.
Laut Adressbuch von Österreich waren im Jahr 1938 in der Ortsgemeinde Wolfsbach ein Gastwirt, ein Gemischtwarenhändler, ein Schmied, ein Schneider und zwei Schneiderinnen, zwei Schuster, eine Trafikant, ein Tischler, ein Viehhändler und einige Landwirte ansässig.